# Gustaf Fischer
Gustaf Conrad Ericson Fischer, född 5 maj 1846 i Värmland, död 18 december 1893 i Stockholm, var en svensk konstnär. 

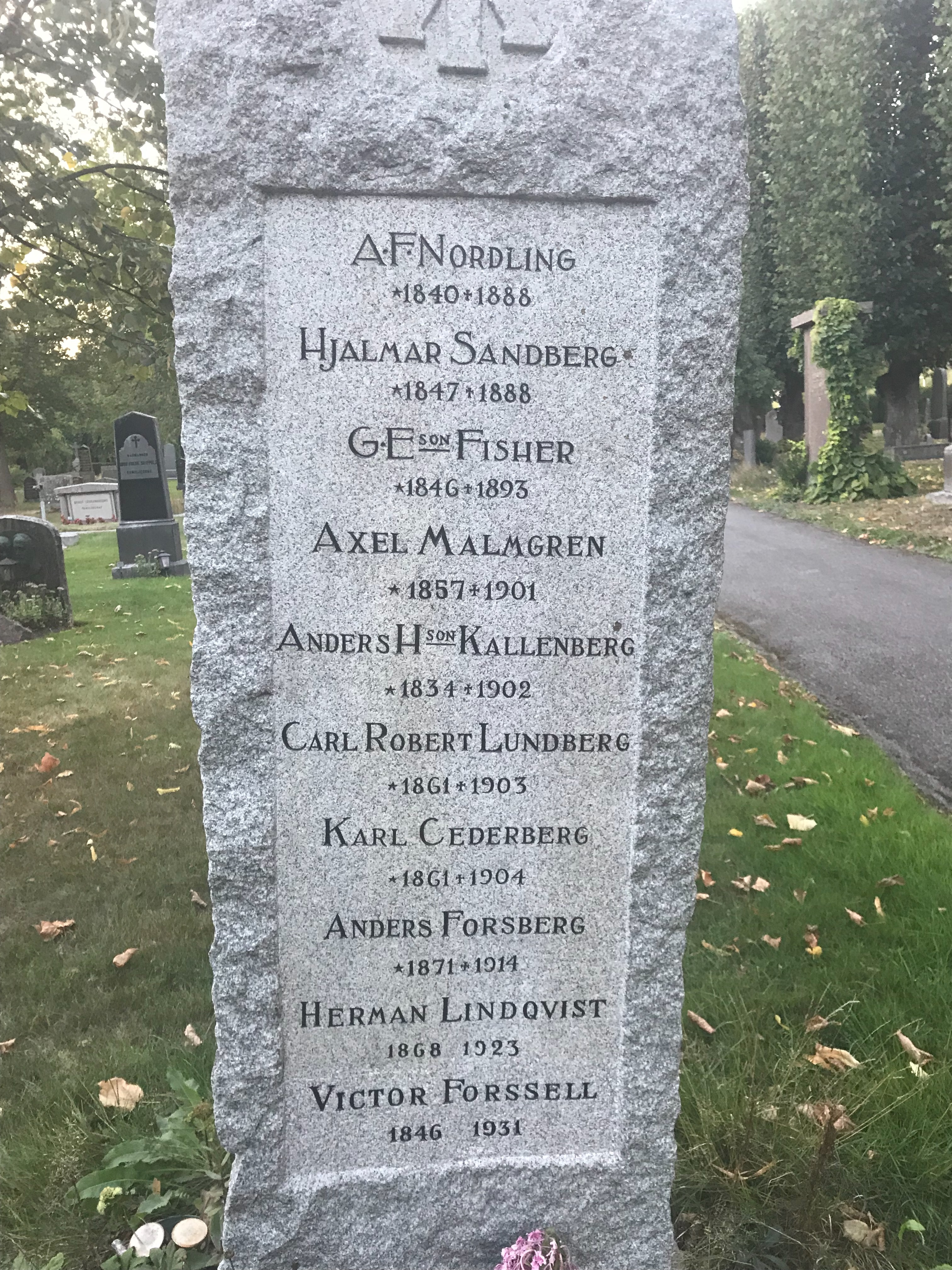
Gravvård Norra begravningsplatsen

Han studerade för Geskel Saloman i Göteborg och vid Konstakademin i Stockholm 1866–1875.
Han medverkade i akademins utställningar 1870, 1875 och 1877 med djur och genremålningar. Han tilldelades en kunglig medalj 1878 för ett jämtländskt motiv med boskap. År 1878 tilldelades han ett resestipendium som han använde för att resa till Weimar där han studerade för djurmålaren Albert Brendel, han återvände till Sverige 1883. Därefter deltog han i utställningar med Konstföreningen i Stockholm. Hans arbetslust avtog allt mer och han tvingades söka sjukhushjälp efter en svår depression i slutet av 1880-talet.
Fischer är representerad på Nationalmuseum  och Norrköpings konstmuseum.